# Marlies Schils
Marlies Schils (27 augustus 1990) is een Belgische atlete, die gespecialiseerd is in de middellange afstand. Zij werd tweemaal Belgisch kampioene.

## Loopbaan
Schils werd in 2012 Belgisch indoorkampioene op de 1500 m. Twee jaar later veroverde ze outdoor de titel op de 800 m.
Schils was aangesloten bij Machelse AC (MAC) en stapte over naar Lebbeekse Atletiek Toekomst (LAT).

## Belgische kampioenschappen
Outdoor
| Onderdeel | Jaar |
| --------- | ---- |
| 800 m     | 2014 |

Indoor
| Onderdeel | Jaar |
| --------- | ---- |
| 1500 m    | 2012 |

## Persoonlijke records
Outdoor
| Onderdeel | Prestatie | Datum           | Plaats  |
| --------- | --------- | --------------- | ------- |
| 800 m     | 2.07,01   | 2 augustus 2014 | Ninove  |
| 1500 m    | 4.23,44   | 21 juli 2013    | Brussel |

Indoor
| Onderdeel | Prestatie | Datum            | Plaats |
| --------- | --------- | ---------------- | ------ |
| 800 m     | 2.11,00   | 9 februari 2014  | Gent   |
| 1500 m    | 4.36,23   | 22 februari 2009 | Gent   |

## Palmares

### 800 m
- 2008:  BK AC – 2.13,65
- 2011:  BK AC – 2.13,06
- 2014:  BK indoor AC – 2.11,10
- 2014:  BK AC – 2.13,82

### 1500 m
- 2009:  BK indoor AC – 4.36,23
- 2010:  BK indoor AC – 4.46,09
- 2012:  BK indoor AC – 4.39,44
- 2013:  BK AC – 4.23,44